# پیش‌پای
پیش‌پای یا اتا دوپیکر یک ستاره است که در صورت فلکی دوپیکر قرار دارد.
نام پیش‌پای از زبان پارسی میانه گرفته شده‌است.